# Kawa

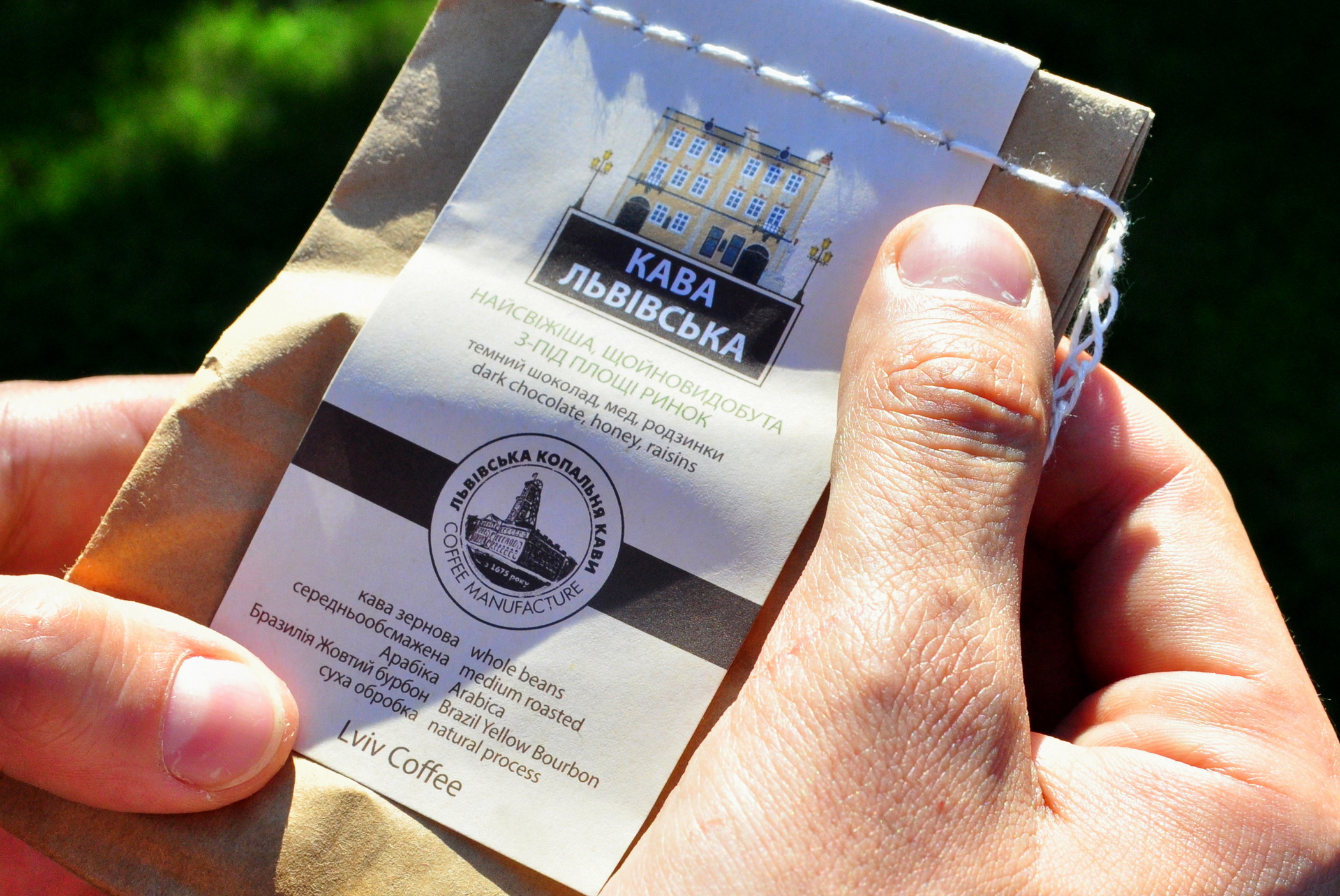
Torebka kawy z lwowskiej palarni

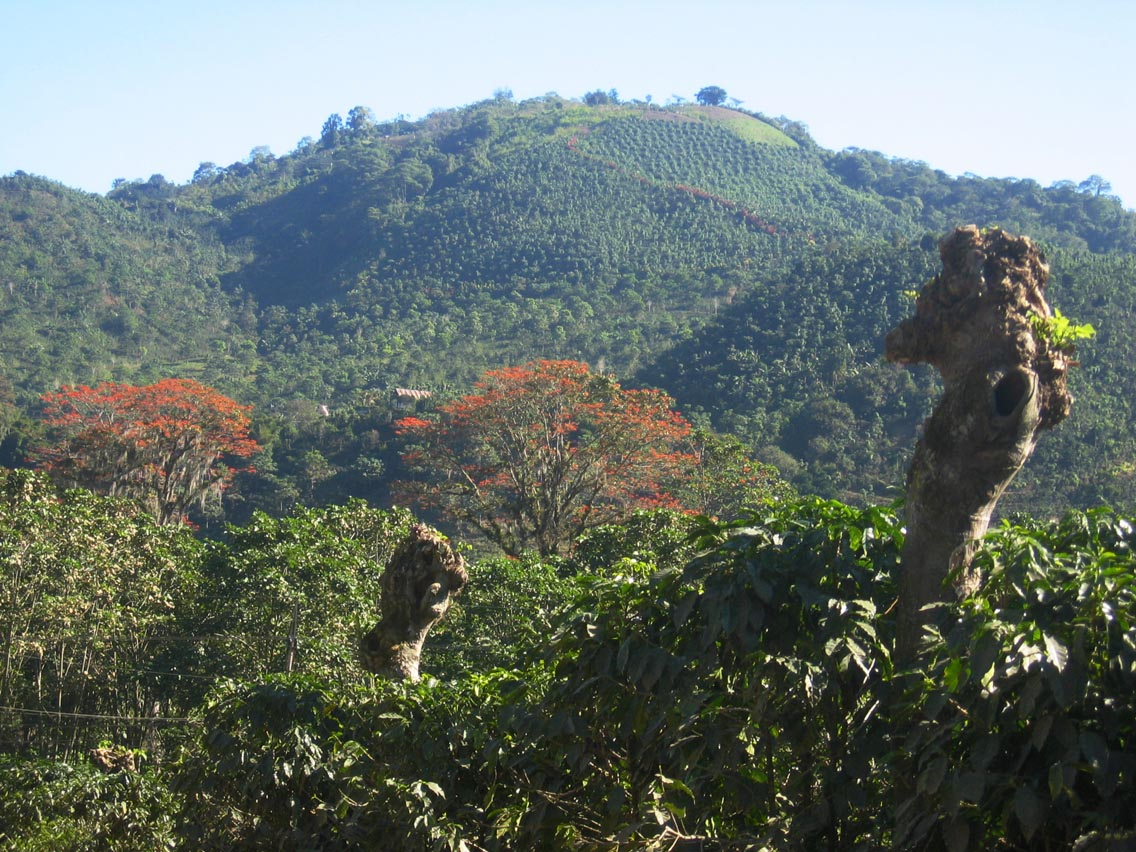
Plantacja kawy w Kostaryce

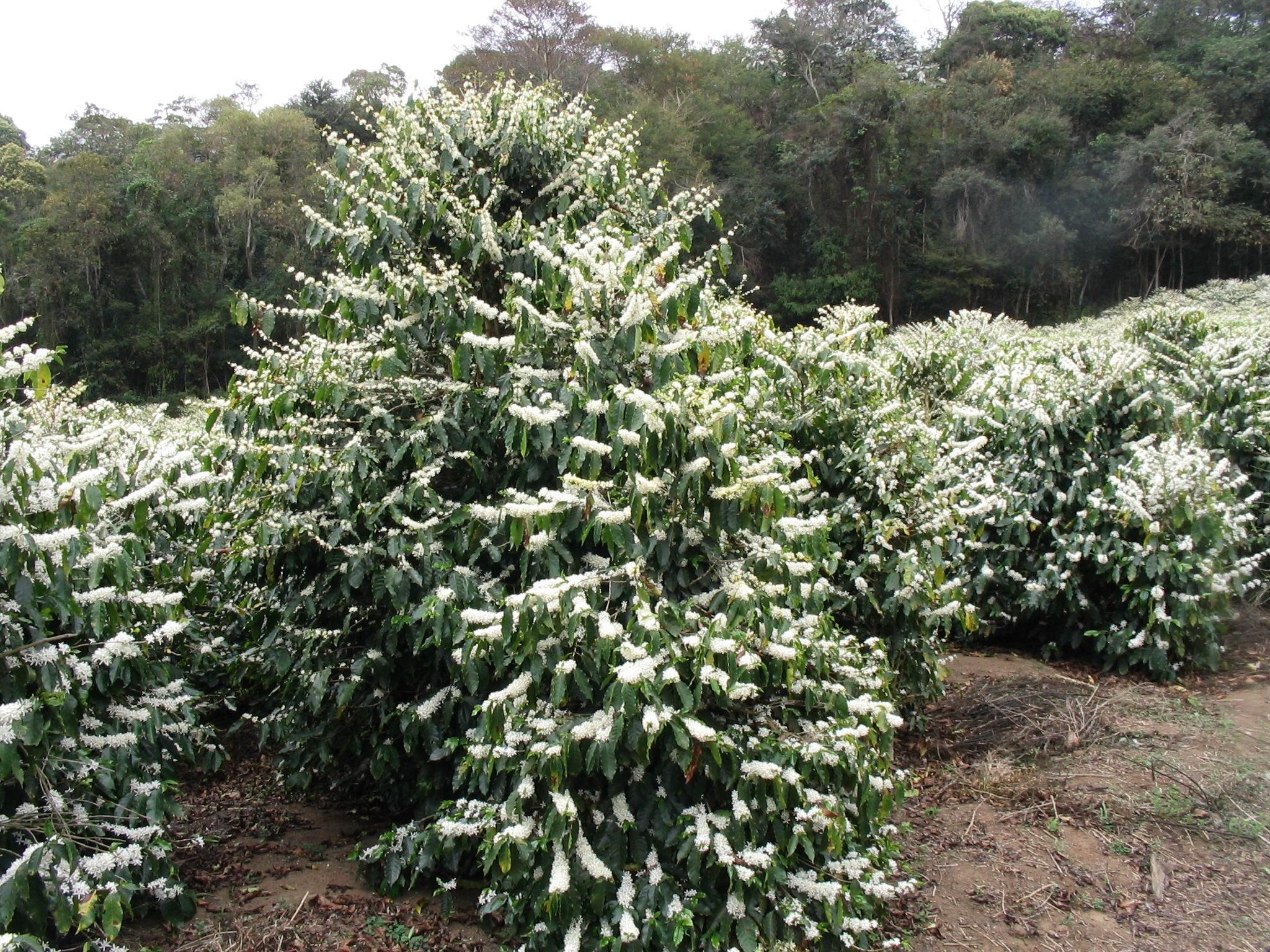
Plantacja arabiki w Brazylii, kwitnące kawowce

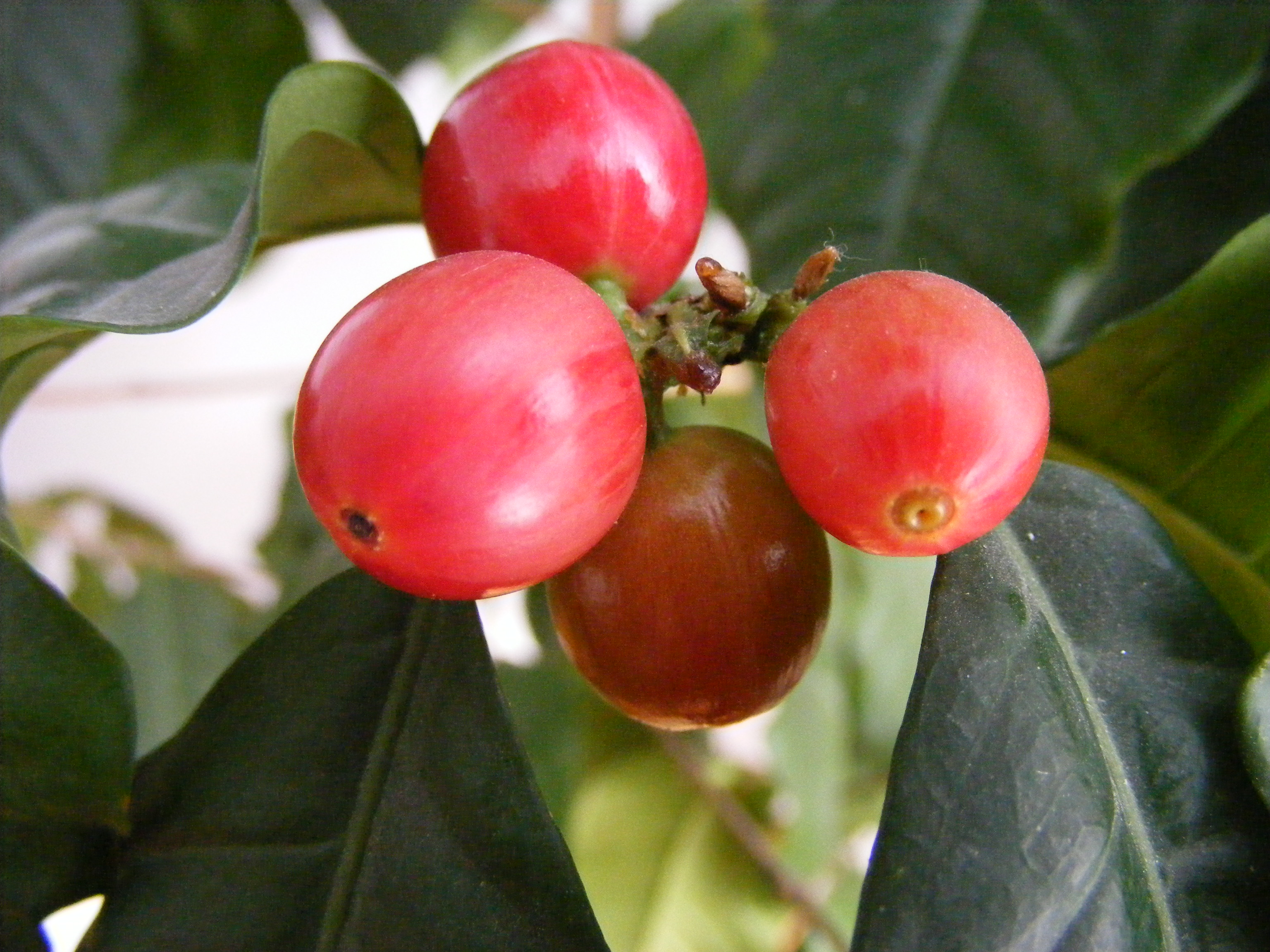
Owoce kawowca, kawa

Kawa – napój sporządzany z palonych, a następnie zmielonych lub poddanych instantyzacji ziaren kawowca, zwykle podawany na gorąco. Pochodzi z Etiopii, w Europie pojawiła się około XVI wieku. Jedna z najpopularniejszych używek na świecie i główne źródło kofeiny.

## Nazwa
Nazwa kawy pochodzi prawdopodobnie od arabskiego kahwa. Do większości języków europejskich przeniknęła poprzez tureckie słowo kahve i utworzoną od niego włoską nazwę caffè. Drugą prawdopodobną etymologią nazwy kawa jest nazwa etiopskiego miasta Kaffa, dziś – Kefa.
W Polsce pojawiła się po bitwie pod Wiedniem w 1683 w formie tureckiej. Wcześniej znana była regionalnie, np. w Kamieńcu Podolskim, gdzie dla wojsk osmańskich otwarto po zajęciu przez nie miasta kawiarnie, polscy mieszkańcy Kamieńca mogli wówczas zapoznać się z kawą i kawiarnią. Dokładna etymologia wyrazu nie jest znana. Kahva oznacza po arabsku zarówno kawę, jak i wino, a drugie znaczenie jest starsze. Nazwa może wywodzić się od znanego z uprawy kawy regionu Kaffa w Etiopii. Może ona pochodzić także od słowa kohwet oznaczającego siłę.

## Historia

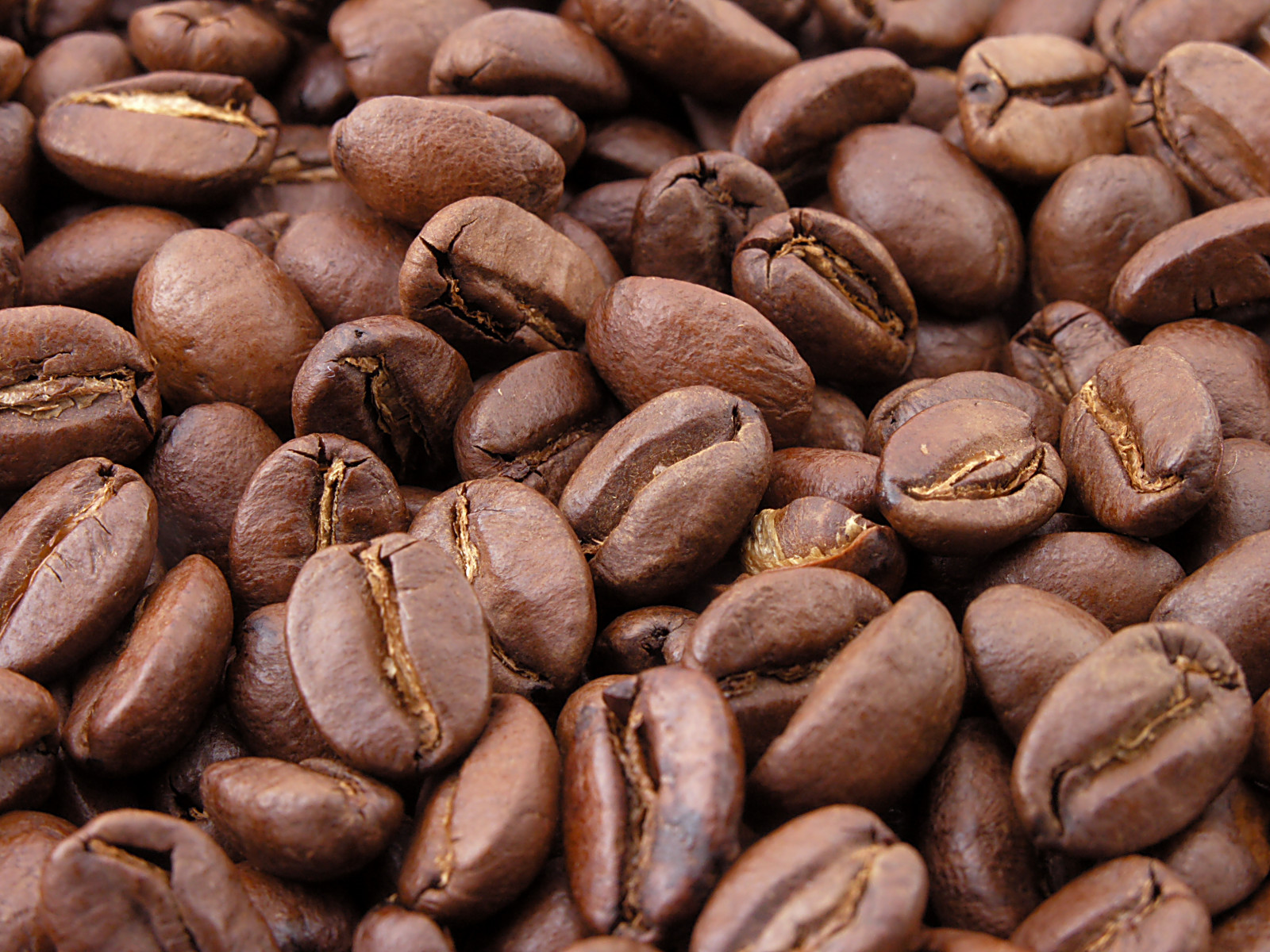
Palone ziarna kawy

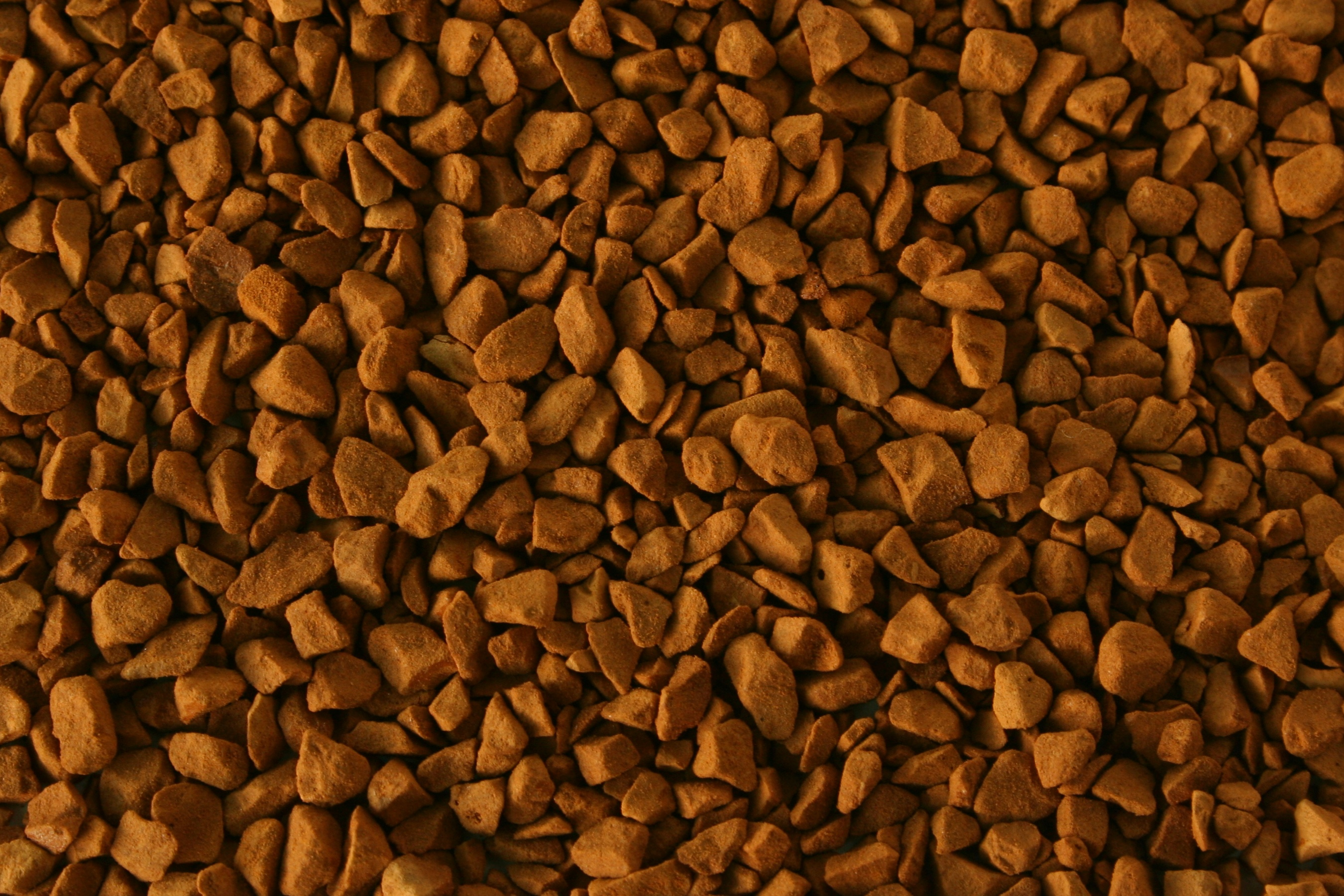
Kawa w postaci zliofilizowanej

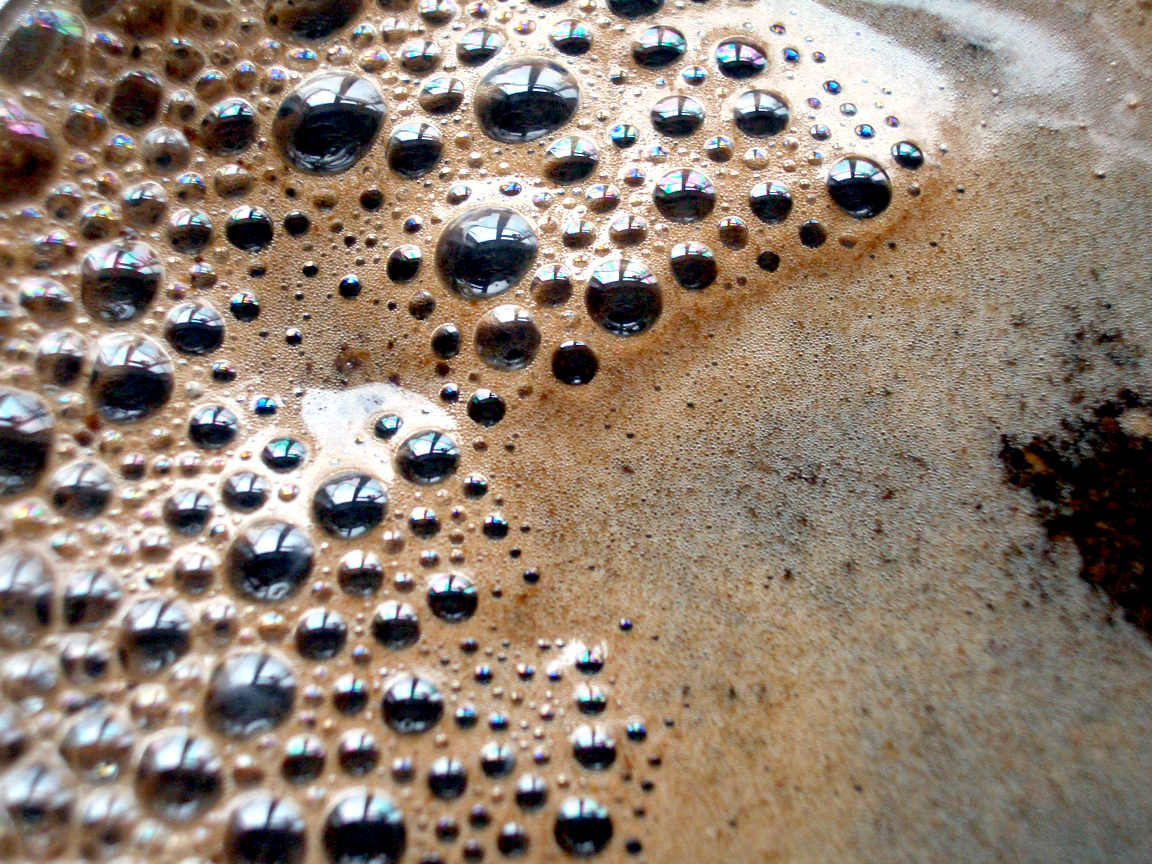
Pianka kawowa

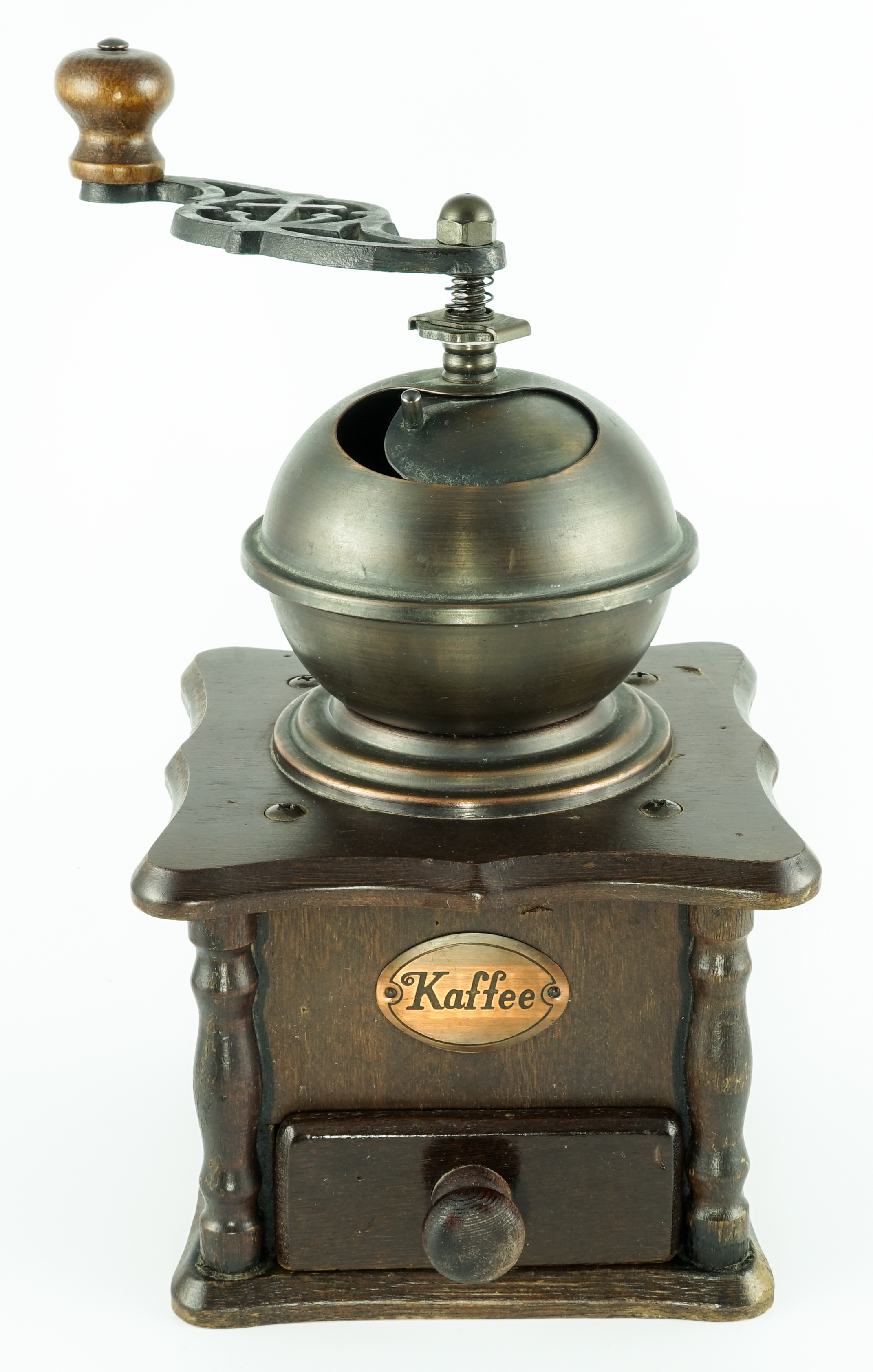
Ręczny młynek do kawy

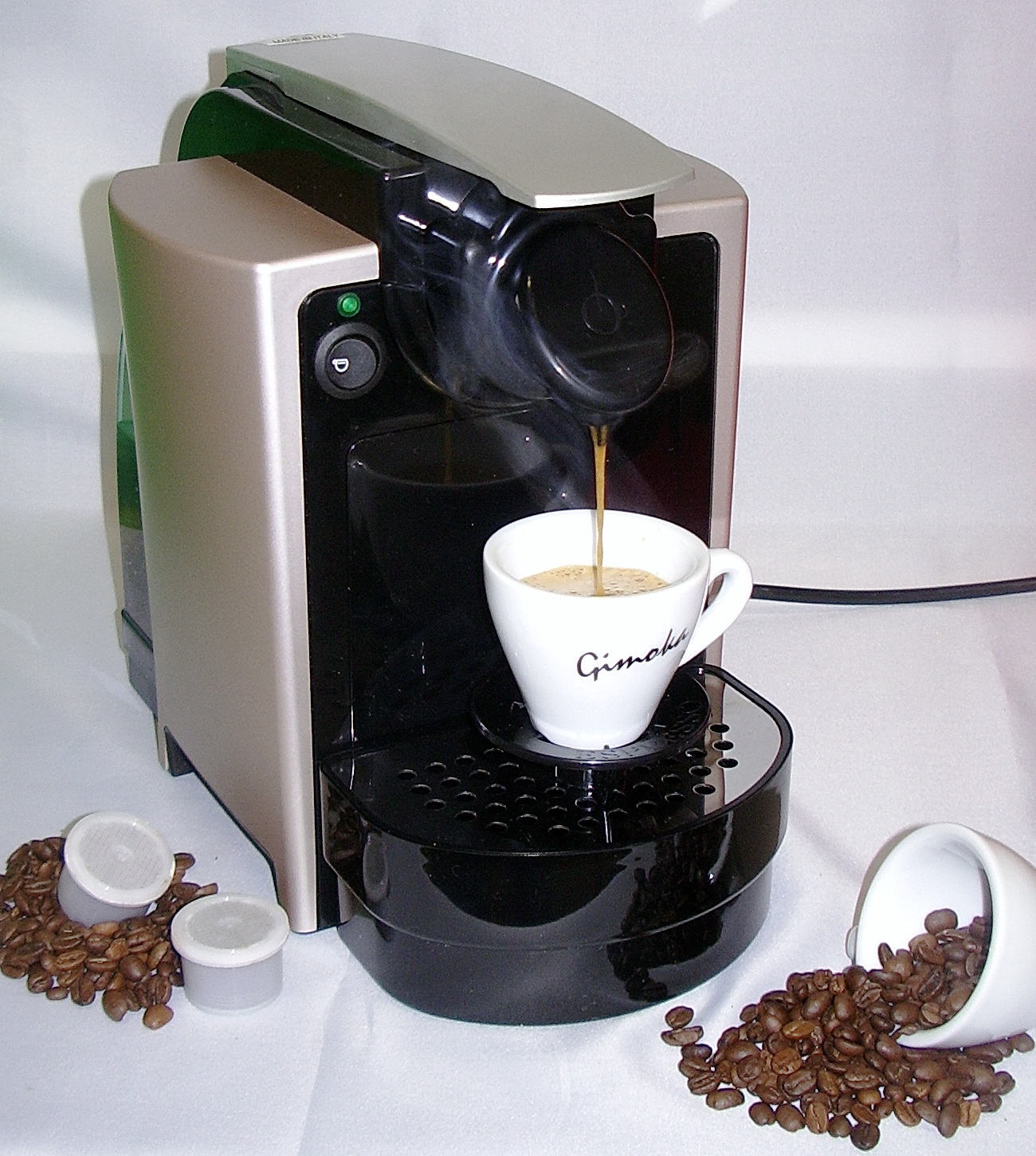
Ekspres do kawy

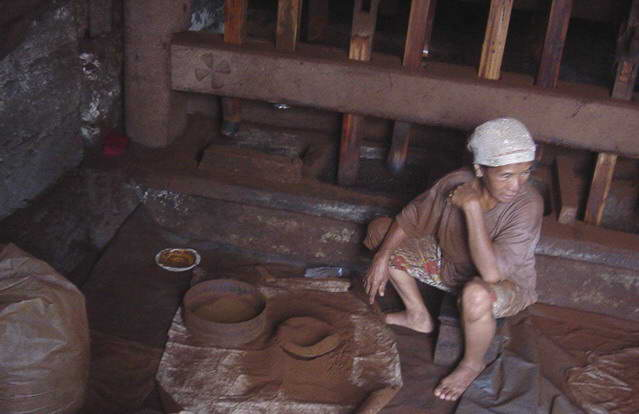
Produkcja kawy w Indonezji

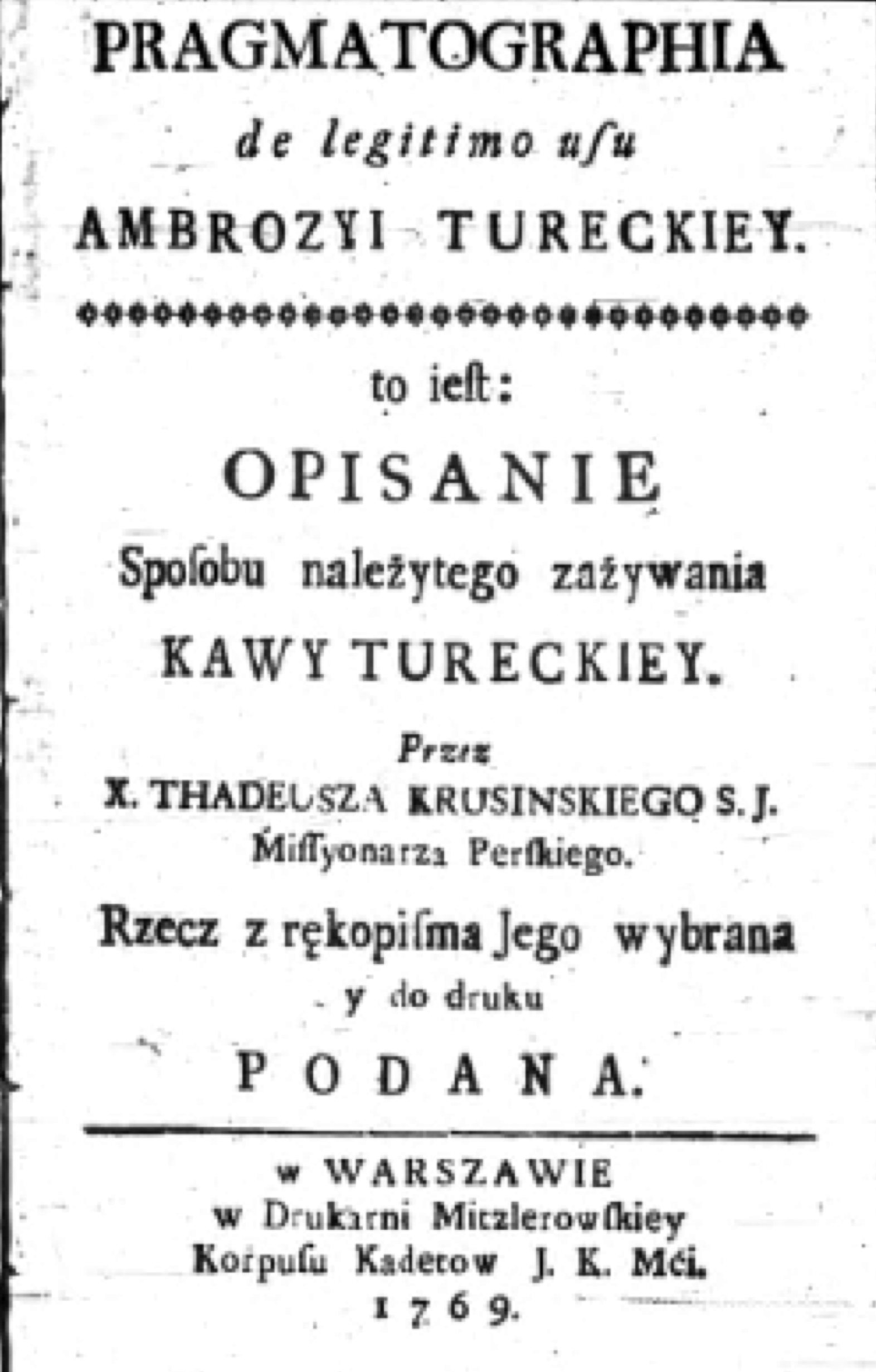
Praca Tadeusza Krusińskiego na temat parzenia kawy. Wydrukowana w 1769 w drukarni Korpusu Kadetów.

### Odkrycie kawy
Owoce kawowca wykorzystywane były w Etiopii już w I tysiącleciu p.n.e. Spożywano je gotowane z dodatkiem masła i soli, lecz nie uprawiano, tylko zbierano ze stanowisk naturalnych. Prawdopodobnie kawę odkrył lud Oromo, zamieszkujący etiopski region Kaffa. Przypuszczalnie w XIII lub XIV wieku przywiezione zostały przez kupców arabskich do Jemenu, który do dziś dostarcza najdroższą kawę. Prawdopodobnie tam opracowano metodę preparowania nasion przez prażenie i wytwarzanie z nich napoju, który Beduini rozpowszechnili w całej Arabii.
Z odkryciem kawy wiążą się dwie legendy:
- pierwsza przypisuje związane z tym zasługi sufiemu Szejchowi asz-Szadhiliemu. Miał on w czasie swojej wędrówki po Afryce przypadkiem natrafić na stado wyjątkowo pobudzonych kóz. Z ciekawości spróbował zjadanych przez nie owoców, poznając ich niezwykły wpływ na organizm człowieka;
- druga, bardzo podobna historia jako odkrywcę podaje etiopskiego pasterza o imieniu Kaldi.

### Nowa używka na Bliskim Wschodzie
Już w końcu XV wieku położony na południowym krańcu Morza Czerwonego arabski port Al-Mucha (bardziej znany jako Mokka) był dużym ośrodkiem handlu ziarnami rośliny zwanej kohwet. Wraz z ekspansją arabską zwyczaj picia kawy rozpowszechnił się na całym Bliskim Wschodzie. Początkowo budził on wiele nieufności, czy wręcz niechęci. Spożycie kawy zostało zabronione w Mekce w roku 1511, a w Kairze w 1532. Wobec szybkiego wzrostu popularności napoju zakazy wkrótce zniesiono. W 1554 w Stambule otwarto pierwszą kawiarnię. O ile w Arabii kontrowersje wokół nowej używki szybko zanikły, o tyle nad Bosforem jej kariera rozwijała się znacznie wolniej. Pobudzające właściwości palonych ziaren bywały obiektem krytyki religijnych ortodoksów, a pierwsze kawiarnie stawały się nieraz forami burzliwych dyskusji, co niepokoiło sułtanów. Restrykcje ustały u schyłku XVI wieku. Zarazem Imperium Osmańskie jako pośrednik w handlu stało się mocarstwem kawowym.

### Kawa w Europie i Ameryce
Jako pierwszy Europejczyk kawę opisał niemiecki botanik i podróżnik Leonhard Rauwolf. W 1573 roku rozpoczął on trzyletnią podróż po Bliskim Wschodzie. Celem eskapady było odkrycie nowych ziół i lekarstw dla kompanii kupieckiej jego szwagra, Melchiora Manlicha. Rauwolf powrócił z wieloma cennymi towarami, jak również obfitymi zapiskami dotyczącymi tureckich zwyczajów. Na temat kawy wyraził się w następujący sposób:
Bardzo dobry napój zwany przez nich „Chaube”, który jest niemal tak czarny jak inkaust i bardzo dobry na dolegliwości, szczególnie żołądkowe. Spożywają go oni o poranku, w otwartych miejscach, przed wszystkimi i bez najmniejszej oznaki strachu czy ostrożności. Napój popijają małymi łyczkami, tak ciepły jak to tylko możliwe, z glinianych i porcelanowych kubków.
Duże znaczenie dla rozpowszechnienia wiedzy o używce miały również zapiski włoskiego botanika i lekarza Prospera d’Alpino. Towarzyszył on weneckiemu poselstwu do Egiptu i po powrocie opisał lecznicze działanie kawy. Prawdopodobnie to dzięki niemu nazwa „caffè” przeniknęła do większości języków zachodniej Europy (ang. coffee, fr. café).
Trudno określić dokładnie kiedy kawa po raz pierwszy trafiła do Europy. W oparciu o zapiski Leonarda Rauwulfa z 1583 roku można stwierdzić, że stała się ona dostępna jeszcze w XVI wieku. Jej import był zasługą dwóch kompanii wschodnioindyjskich: brytyjskiej i holenderskiej. Pierwszą kawiarnię w Anglii otwarto w Oksfordzie w roku 1650. Należała ona do osmańskiego Żyda imieniem Jakub (ang. Jacob lub Jacobs). W Londynie podobny przybytek rozpoczął działalność dwa lata później przy alei świętego Michała.
Na kontynencie kawa rozpowszechniła się ze sporym opóźnieniem. Pierwszy raz sprowadzono ją do Francji prawdopodobnie dopiero w roku 1644. W 1669 roku napój poznały elity paryskie na przyjęciu wydanym przez posła osmańskiego Mustafę Paszę. Pierwszy kafehaus w stolicy kraju otwarto w 1671 roku. W tym czasie w Anglii działało już ponad 3000 kawiarni. Napój zyskiwał także rosnącą popularność za oceanem. W roku 1670 rozpoczęła działalność pierwsza kawiarnia w Bostonie.
Po zwycięstwie pod Wiedniem (1683) Jerzy Franciszek Kulczycki założył pierwszy kafehaus w stolicy Austrii. Legenda mówi, że zrobił to korzystając z zapasów kawy porzuconych przez uciekających Turków. Następnie pomógł on spopularyzować zwyczaj dodawania do napoju cukru i mleka. Do niedawna w Wiedniu istniała tradycja wywieszania portretu Kulczyckiego (niem. Kolschitzky) w oknach kawiarni. Ostatnio mówi się, że pierwszym właścicielem kawiarni w Imperium Habsburgów był jednak Ormianin Johannes Diodato .
Pierwszą kawiarnią w Salzburgu była istniejąca do dziś Café Tomaselli. Kawiarnia ta jest najstarszą do dziś istniejącą kawiarnią Europy Zachodniej. Bywali w niej: Wolfgang Amadeus Mozart, Michael Haydn, Hugo von Hofmannsthal i Max Reinhardt.
Nowa używka budziła na starym kontynencie wiele kontrowersji. Była produktem pochodzenia arabskiego, niektórzy widzieli więc w niej dzieło szatana. Na początku XVII wieku na temat kawy wypowiedział się sam papież Klemens VIII, za którego przyzwoleniem napój ten wkroczył do świata chrześcijańskiego. W XVII i XVIII w. wielkie potęgi kolonialne rozpoczęły uprawę kawowca w swoich koloniach. Holandia w 1658 roku założyła pierwsze plantacje na Cejlonie. Następnie rozszerzyła uprawę na Jawę, z której rozprzestrzeniła się ona na cały Archipelag Sundajski. Francja pierwsze plantacje założyła na Martynice. Wkrótce uprawę kawy rozpoczęto również w Gujanie Francuskiej.
W roku 1719 Portugalczycy wykradli z Gujany sadzonki i założyli pierwsze plantacje w Brazylii. Dzięki nim do roku 1800 kawa zmieniła się z używki dla elit w ogólnodostępny napój dla każdego. Przez cały wiek XIX i pierwsze dekady XX wieku Brazylia pozostawała głównym producentem i niemal monopolistą na rynku kawy. Dopiero w kolejnych latach polityka utrzymywania wysokich cen otworzyła drzwi dla kolejnych państw: Kolumbii, Gwatemali i Indonezji.
Pod koniec XIX wieku Wiedeń posiadał ponad 1200 kawiarni.
Obecnie kawa jest jednym z najpopularniejszych na świecie napojów. Wypija jej się około 400 mld filiżanek rocznie.

### Kawa w Polsce
Do Polski kawa dotarła pod koniec XVII wieku z południa, od panujących nad Mołdawią Turków. W 1670 w elegii do kuzyna Stanisława Morsztyna pierwszy wymienił kawę Jan Andrzej Morsztyn we fragmencie "W Malcieśmy pomnę kosztowali kafy, Trunku dla baszów (...)". Trunek ten nie przypadł jednak poecie do gustu ("Napój tak brzydka trucizna i jady, co żadnej śliny nie puszcza przez zęby") . Wiadomo, że jej miłośnikami byli Jan III Sobieski oraz Bohdan Chmielnicki, powszechnie jednak nowy napój uznawano za niesmaczny, a nawet szkodliwy. Potępiali go m.in. Wacław Potocki oraz Jan Andrzej Morsztyn. Kawa zyskała większą popularność dopiero na przełomie XVII i XVIII wieku. Najpierw moda na jej spożycie ogarnęła Gdańsk, gdzie powstały pierwsze kawiarnie zwane kafehausami. Następnie rozpowszechniła się na resztę kraju. Już na początku XVIII wieku znalazła się w podręcznikach medycznych jako specyfik na schorzenia przewodu pokarmowego. Początkowo kawa była napojem elitarnym, ale od XVIII w. stała się bardziej popularna i łatwiej dostępna. Propagowały ją czasopisma „Monitor” i „Patriota Polski”, zapewniając, że nowa używka nie szkodzi zdrowiu i nie pozbawia zdolności do pracy. W 1769 Józef Epifani Minasowicz przyczynił się do opublikowania w Warszawie "Pragmatographia de legitymo usu ambrozyi tureckiei, to jest: Opisanie sposobu należytego zażywania kawy tureckiej (...)" pierwszej monografii na temat kawy w języku polskim, którą napisał jezuicki misjonarz i orientalista Tadeusz Krusiński . Jędrzej Kitowicz w Opisie obyczajów za panowania Augusta III opisał rozpowszechnienie się zwyczaju picia kawy, popularnej nawet wśród rzemieślników i zamożnego chłopstwa .
Mimo protestów przeciwników, kawa zyskiwała sobie coraz większe grono zwolenników. Uwielbiał ją Ignacy Krasicki, a Adam Kazimierz Czartoryski napisał nawet komedię „Kawa” (1779) . W 1795 roku ukazał się pierwszy w języku polskim podręcznik dla kawiarzy „Krótka wiadomość o kawie i jej właściwościach i skutkach na zdrowie ludzi spływających...” – przekład z jęz. francuskiego.
Najchętniej kupowano sprowadzaną z Turcji de mocca. Gdy jej nie było, sięgano po ziarna z Lewantu, Martyniki, Indii Holenderskich. Spopularyzowanie się używki pozwoliło rozwinąć wytwórczość porcelany i fajansu w manufakturach w Białej Podlaskiej, Żółkwi czy Ćmielowie.
Początkowo kawę pito na wzór wschodni, czyli bez żadnych dodatków. Szybko zaczęto jednak dodawać m.in. mleko, słodką śmietanę, cukier, a nawet sól. Pod koniec XVIII wieku mocna kawa „po polsku”, pita z wyborową tłustą śmietanką, wśród cudzoziemców dorównywała sławą naszemu chlebowi. Dla odróżnienia kawę słabą zwano „niemiecką” lub „śląską”. Czarną kawę pijano już tylko w czasie postów celem umartwiania się.
W drugiej połowie XVIII wieku z Prus przyszła praktyka mieszania kawy z cykorią. W roku 1818 Ferdynard Bohm założył we Włocławku pierwszą wytwórnię kawy zbożowej. W użyciu, szczególnie wśród ludzi niezamożnych były też inne jej substytuty wytwarzane m.in. z bobu, żołędzi lub palonego grochu.
Wielką karierę w miastach zrobiły kawy lub kafehausy, z czasem nazwane kawiarniami. Na początku XVIII wieku Antoni Momber założył sławną później kawiarnię w Gdańsku, a w roku 1724 Francuz Henri Duval otworzył lokal w Warszawie. W połowie XVIII wieku w stolicy istniało już kilka kafenhausów m.in. za Żelazną Bramą Ogrodu Saskiego, naprzeciw studni przy Starym Rynku od Krzywego Koła i inne. Najbardziej znany był kafenhaus Okuniowej gdzie spotykali się członkowie Kuźnicy Kołłątajowskiej . Życie kawiarniane nabierało tempa. W 1822 roku w Warszawie działały 122, a w 1844 aż 180 kawiarni. W Krakowie w połowie stulecia naliczono 55 lokali, które rywalizowały z zachowującymi odrębność cukierniami. W XIX wieku kawiarnie przekształciły się na lokale o charakterze klubowym. Istniał, szczególnie w różnego rodzaju karczmach, obyczaj wzmacniania kawy alkoholem.
Odmienny obyczaj spożycia kawy wykształcił się wśród ziemiaństwa. Zamożna szlachta zatrudniała wykwalifikowaną służbę (tzw. „kawiarkę”), której zadaniem było parzenie kawy. Za idealny napój w XIX wieku uznawano ten mający „czarność węgla, przejrzystość bursztynu, zapach mokki i gęstość miodowego płynu”. Kawę podawano rankiem do łóżka państwa „na rozbudzenie”. Pijano ją także dla smaku podczas podwieczorku.
Handlem kawą na ziemiach polskich zajmowali się początkowo kupcy obracającymi wszelkimi towarami. Firmy specjalizujące się w obrocie kawą pojawiły się około połowy XIX wieku w Galicji. Aż do końca XIX wieku sprzedawano kawę w postaci surowej. Palić należało ją samemu. Służyły temu skomplikowane maszynki do kawy, będące obowiązkowym wyposażeniem mieszczańskiego, bądź inteligenckiego domu. Ponieważ efekt nie zawsze był dobry, lepiej było wybrać się do kawiarni. Przełom nastąpił w roku 1882, gdy Tadeusz Tarasiewicz, właściciel firmy „Pluton”, zaoferował kawę paloną we własnej palarni.
W odrodzonej Polsce wśród firm handlujących kawą największe znaczenie miały: Pluton, Spółdzielnia Spożywców Społem, Wielkopolski Skład Kawy, a także Julius Meinl oraz warszawskie przedsiębiorstwa Józefa Fettera i Alfreda Jurzykowskiego. Z powodu kryzysu gospodarczego firmy powołały Zrzeszenie Importerów Kawy i Herbaty RP, a następnie Kompanię Handlu Zamorskiego.
Podczas II wojny światowej powróciły dawne sposoby wytwarzania kawy domowymi sposobami. Otrzymywano ją przede wszystkim z żołędzi palonych na płycie kuchennej. Niedobory kawy nie zniknęły w okresie PRL-u, stając się ważnym problemem społecznym. Dopiero w 1964 roku udało się przekroczyć wysokość jej przedwojennego importu. Kawa stała się niezbędnym elementem życia biurowego, szczególnie po wprowadzeniu w latach 60. w Warszawie przepisu o rozpoczynaniu pracy o godzinie szóstej. W efekcie używka zaczęła stanowić jeden z najpowszechniejszych rodzajów łapówek. Importowane ziarna bezskutecznie próbowano zastąpić kawą zbożową rodzimej produkcji („Inka”). Spadkiem po PRL-u stał się między innymi zwyczaj podawania kawy w szklankach, a nie filiżankach. Obecnie, zwłaszcza wśród młodego pokolenia upowszechnił się zwyczaj picia kawy z ceramicznych kubków.
Wraz z wprowadzeniem gospodarki wolnorynkowej zniknął problem niedoborów kawy, która ponownie stała się napojem ogólnodostępnym.

## Uprawa i przygotowanie

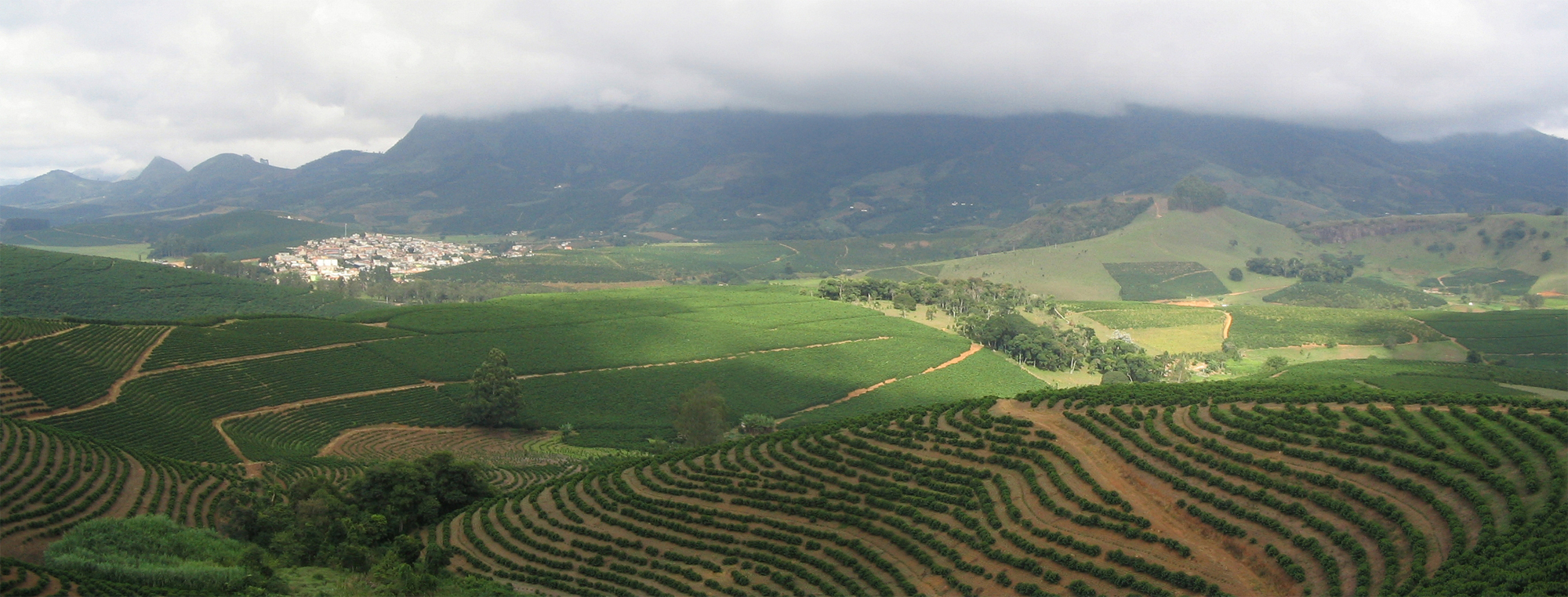
Plantacja kawy w São João do Manhuaçu – w stanie Minas Gerais – Brazylia

Kawę uprawia się w ponad 70 regionach strefy tropikalnej między zwrotnikiem Raka a zwrotnikiem Koziorożca. Wyjątki stanowią położony na północ Tajwan oraz Mozambik, leżący na południe od wymienionej strefy. Omawiana roślina przystosowała się do warunków, co dało bardzo duże zróżnicowanie genetyczne. Pod względem geograficznym kawę uprawia się w krajach obu Ameryk, Azji, Afryce i Oceanii. W większości krajów plantacje są zacieniane wysokimi drzewami przed nadmiernym nasłonecznieniem. Do jej uprawy zazwyczaj są wybierane nasiona, które są najlepszej jakości. Pochodzą one z drzewek w wieku od 8 do 15 lat. Nasiona wysiewa się możliwie jak najszybciej po zbiorach (max. 6 miesięcy). Magazynować je należy w suchym i przewiewnym pomieszczeniu. Około 40 dni po wysianiu, zaczynają kiełkować. Rośliny są po okresie 6 miesięcy przesadzane ze szkółki na plantację. Aby stworzyć jak najlepsze warunki do wzrostu i owocowania, systematycznie usuwa się chwasty, odcina uschnięte lub zbędne gałęzie, nawozi oraz zwalcza szkodniki. Kawowiec na ogół owocuje po raz pierwszy po 3-4 latach.

Występowanie głównych odmian kawy (r – robusta, a – arabica, m – robusta i arabica)

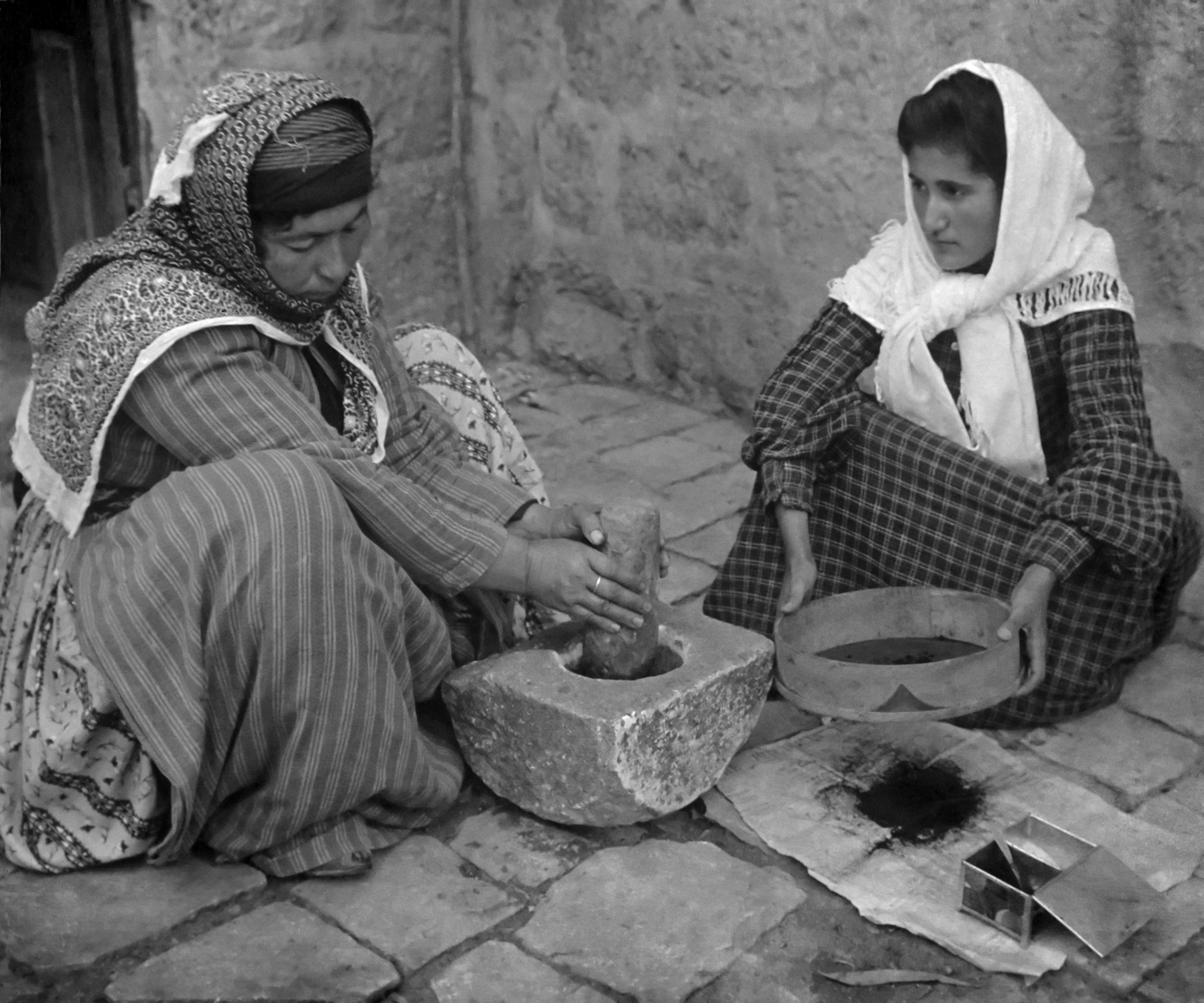
Tradycyjny sposób mielenia kawy. Zdjęcie wykonano w 1905 roku na obszarze Palestyny

Uprawa kawy wymaga odpowiednich warunków klimatycznych. Optymalny klimat do uprawy kawy zależy od gatunku rośliny. Arabikę uprawia się w klimacie subtropikalnym, gdzie panują wysokie temperatury. Wysokości, na jakich uprawia się arabikę, mieszczą się w przedziale 600–1200 m n.p.m. Warunki występujące w klimacie subtropikalnym powodują, że kawa w jednym sezonie rośnie, a w drugim dojrzewa. Drugim klimatem sprzyjającym uprawie arabiki jest klimat równikowy, który cechują częste opady deszczu powodujące nieprzerwane owocowanie kawowca. W przypadku tego klimatu arabika wymaga wysokości od 1200 do 2000 m n.p.m. W klimacie równikowym zbiór kawy odbywa się 2 razy w ciągu roku: pierwszy w okresie największych opadów, drugi w okresie opadów najmniejszych. Uprawa robusty ogranicza się do 10 równoleżnika na północ i południe od równika. Plantacje kawy typu robusta znajdują się na wysokości od 400 do 600 m n.p.m. oraz często na równinach. W porównaniu z arabiką gatunek ten jest bardziej odporny na szkodniki oraz choroby, lecz mniej odporny na zimno.

### Zbiory
Jedną z trudności z jaką spotykają się pracownicy zbierający owoce, jest niejednoczesne dojrzewanie owoców. W krajach, gdzie produkuje się kawę o wysokiej jakości oraz siła robocza jest tania, owoce zbiera się kilkakrotnie. Jednak w krajach gdzie siła robocza jest droga, stosuje się zbiór jednorazowy. Do najlepszego sposobu należy tzw. „osmykiwanie” owoców, które znajdują się na gałązce do rozpostartych pod drzewami płacht, co pozwala na uniknięcie kontaktu owoców kawowych z ziemią i zabezpiecza je przed wszelkimi zanieczyszczeniami. Zerwane owoce jak najszybciej się oczyszcza i transportuje na miejsce, gdzie są poddawane obróbce i przygotowywane do obrotu.

### Wyłuskiwanie ziaren
Są dwie metody wyłuskiwania ziaren z owoców:

#### Metoda mokra
Owoce kawowca początkowo trafiają do maszyny, która przypomina młyn wodny. W urządzeniu kawa jest pozbawiana skórki. Następnie to co pozostało płynie w wodzie specjalnymi kanałami, w których są myte. Jednocześnie usuwany jest miąższ. Owoce, które się nie nadają do dalszej obróbki są wyławiane. Kolejno ziarna trafiają do bębna, będącego swego rodzaju tarką, która pozbawia je resztek miąższu. Ponownie specjalnymi kanałami kawa transportowana jest do zbiornika fermentacyjnego, w którym moczy się mniej więcej dobę. Wreszcie obrobione ziarna trafiają do suszenia na patia lub stoły wystawione w dobrze nasłonecznionych miejscach. Na końcu, w suchym młynie z ziaren usuwana jest warstwa pergaminowa a kawa sortowana i poddawana ocenie specjalistów.

#### Metoda sucha
Jak sama nazwa metody wskazuje, w tym sposobie obrabiania ziaren nie używa się wody. Zebrane owoce od razu trafiają na mocno nasłonecznione stoły. Kawa wysycha na nich przez około miesiąc. Po tym czasie skórka i resztki miąższu są usuwane w suchym młynie. Następnie, proces jest podobny do czynności stosowanych w metodzie mokrej tj. owoce są segregowane i poddawane ocenie.

### Warunki uprawy

#### Temperatura
Optymalne warunki dla C. arabica to 18-20֯ C. W wyższej temperaturze owocują szybciej ale są słabsze i bardziej podatne na choroby. C. canephora wymaga nieco wyższej temperatury i jest to 22-26֯ C. Przyjmuje się, że maksymalna temperatura do uprawy kawy to 30 ֯ C, a minimalna to 15 ֯ C.

#### Opady
Istotne znaczenie dla uprawy kawy ma ilość opadów, optymalna ilość do uprawy waha się w granicach od 1500 mm do 2000 mm.

#### Wilgotność
Krzew rośnie najlepiej w warunkach wysokiej wilgotności. Dla gatunku arabica jest to 75-85% wilgotności powietrza, a dla robusty ok. 95% wilgotności powietrza. Przy niższej wilgotności pora sucha nie może przekraczać 4 miesięcy.

#### Gleba
Kawa wymaga gleby urodzajnej, o dużej przepuszczalności, przewiewności i pulchności, przy równoczesnej umiejętności pochłaniania i zatrzymywania wody. Do uprawy nie nadają się gleby ciężkie, lekkie i piaszczyste.

#### Nasłonecznienie
Kawa wymaga dużego nasłonecznienia, ale nie bezpośredniego działania promieni słonecznych. Nieosłonięta gleba traci wtedy żyzność.

## Formy dostępności kawy
- w ziarnach niepalonych („zielona”);
- w ziarnach palonych;
- mielona;
- rozpuszczalna (liofilizowana lub suszona przez rozpylanie w gorącym powietrzu).

## Napoje na bazie kawy
Istnieje wiele sposobów parzenia kawy oraz napojów na jego bazie.

### Kawa ze względu na sposób zaparzania
Sposób zaparzania kawy warunkuje jednocześnie rodzaj naparu z kawy.

#### Espresso i napoje na jego bazie
Do zaparzania stosuje się ekspresy zapewniające powolny przepływ gorącej (90,5-96 °C) wody pod ciśnieniem
- espresso
- latte macchiato
- flat white
- cappuccino
- mocha
- caffe latte
- espresso macchiato

#### Napary przelewowe
Nie stosuje się zwiększonego ciśnienia podczas zaparzania
- kawa filtrowana (filtr metalowy, papierowy lub inny)
- kawa filtrowana na bazie french press (ang. praska francuska)
- cold brew lub cold water extraction (ang. „zimny napar”) – macerat uzyskano przez powolną (12-24 godziny) ekstrakcję zimną wodą
- flash brew (ang. „szybki napar”) – napar filtrowany, w którym używa się niewielkiej ilości gorącej wody do zaparzenia; przefiltrowany napar kapie wprost na lód, który schładza go i rozcieńcza

#### Kawy gotowane
- kawa zaparzana w perkolatorze
- kawa turecka[10].

#### Kawa z makinetki
Makinetka, zwana kawiarką lub moką, to ciśnieniowe urządzenie do zaparzania kawy, które składa się z trzech części. W dolnej znajduje się woda, na górze zbiornik na zaparzoną kawę, a pomiędzy zbiornik (lejek) na zmieloną kawę. Nad pojemnikiem na kawę znajduje się filtr, zamontowany w zbiorniku na napar. Podgrzewana woda w dolnym zbiorniku osiągając odpowiednią temperaturę i ciśnienie przesącza się przez lejek z kawą do zbiornika. Podobnie zaparza się kawę próżniową, ale woda i gotowy napar są w dolnym zbiorniku.

#### Kawa próżniowa
Urządzenie do zaparzenia kawy składa się z dwóch części, jedna nad drugą. W dolnej części umieszcza się wodę, które pod wpływem ogrzewania przelewa się do górnej, gdzie znajduje się zmielona kawa. Powstaje napar, który następnie, gdy w dolnym naczyniu nie ma już wypychającego ciśnienia, pod wpływem grawitacji wraca do dolnego naczynia. Podobny sposób zaparzania jest w makinetce, ale tam napar zbiera się w górnym zbiorniku, a kawa jest w lejku pomiędzy dwoma pozostałymi częściami.

#### Napary zkaw typu instant (rozpuszczalnych)
Liofilizowane ekstrakty z kawy poddaje się rozpuszczeniu w wodzie celem uzyskania napoju.

### Napoje kawowe
Napar z kawy, uzyskano za pomocą metod opisanych powyżej, mogą zostać wykorzystane w tworzeniu napojów kawowych, deserów i innych wariacji.

#### Kawy mieszane
Różne wariacje z różnymi dodatkami (np. alkohol, herbata, mleko, mleko kondensowane, przyprawy).

#### Kawy mrożone
Na bazie kawy instant, filtrowanych lub espresso:
- frappé
- freddo espresso
- freddo cappuccino
- mazagran
- palazzo
- ice shot
- shakerato

#### Pozostałe
- affogato[17]
- babyccino
- caffè Medici
- café Touba
- kawa puszkowana
- coffee milk - napój kawowy na bazie mleka i ekstraktu z kawy, porównywalny w formie do napoju na bazie kakao, gdzie kawa, w pewnym przybliżeniu, może być odpowiednikiem napoju typu czekolada
- double-double
- indyjska kawa filtrowana (kappi)
- pocillo
- tonic espresso - espresso zalane tonikiem
- wietnamska kawa jajeczna

## Dane ekonomiczne
| Najwięksi producenci kawy (2017) (w mln ton) | Najwięksi producenci kawy (2017) (w mln ton) |
| -------------------------------------------- | -------------------------------------------- |
| Brazylia                                     | 2,68                                         |
| Wietnam                                      | 1,54                                         |
| Kolumbia                                     | 0,75                                         |
| Indonezja                                    | 0,67                                         |
| Honduras                                     | 0,48                                         |
| Etiopia                                      | 0,47                                         |
| Peru                                         | 0,35                                         |
| Indie                                        | 0,31                                         |
| Gwatemala                                    | 0,25                                         |
| Uganda                                       | 0,21                                         |
| Łącznie na świecie                           | 9,6                                          |

Kawa to jeden z podstawowych artykułów spożywczych i najważniejszych towarów handlowych na świecie. W skali globalnej 25 milionów drobnych producentów zajmuje się jej wytwarzaniem. Dla przykładu, w samej Brazylii (1/3 światowego rynku) 5 milionów osób jest zatrudnionych przy uprawie 3 miliardów krzewów kawowca. Uprawa kawowca jest znacznie bardziej pracochłonna niż innych roślin regionu (soja, trzcina cukrowa, pszenica), ponieważ wymaga stałej uwagi i nie podlega automatyzacji.
Najwięksi światowi producenci kawy to Brazylia (2,44 mln ton rocznie), Wietnam (1,17 mln ton), Kolumbia (0,88 mln ton) i Indonezja (0,70 mln ton). Główną giełdą, na której odbywa się sprzedaż i kupno kawy, jest Nowojorska Giełda Kawy i Cukru. Największy port przeładunkowy tego towaru znajduje się w Hamburgu (Niemcy). W roku 2013 zebrano około 8,9 miliona ton surowej kawy.
Według danych opublikowanych przez Międzynarodową Organizację Kawy ceny ziaren kawowca utrzymywały się na stałym wysokim poziomie (powyżej 100 UScents/funt) przez całe lata 70. i 80. Dopiero pod koniec lat 90. nastąpił ich gwałtowny spadek do minimalnego poziomu 41,17 UScents/funt we wrześniu 2001 roku. Tak zwany kryzys kawowy trwał do 2004 roku. Przyczyny załamania to między innymi unieważnienie Międzynarodowego Porozumienia w Sprawie Kawy, które w latach 1975–1989 sztucznie wymuszało wysokie ceny. Dodatkowym czynnikiem było wejście na rynek Wietnamu po zniesieniu w roku 1994 embarga, nałożonego na ten kraj przez Stany Zjednoczone. Bardziej wydajne uprawy wietnamskie zaczęły wypierać z rynku producentów z tradycyjnych „krajów kawowych”, m.in. Brazylii, Nikaragui i Etiopii. Doprowadziło to do obniżenia cen i bankructwa wielu amerykańskich i afrykańskich plantatorów.
Ceny zaczęły ponownie rosnąć w 2005 roku, we wrześniu dochodząc do 78,79 UScents/funt. W marcu 2006 roku było to już 101,44 UScents/funt. Podstawowym powodem wzrostu były prawdopodobnie niezbyt urodzajne zbiory, o 10 do 20% niższe od rekordowych z wcześniejszych lat. Znaczenie mogła mieć także zwiększająca się konsumpcja kawy w Rosji i Chinach. Dzięki wzrostowi cen wielu plantatorów ponownie odnosi zyski z upraw, choć istotnym problemem pozostają wysokie ceny ropy naftowej zwiększające koszty transportu.

## Działanie i wpływ na zdrowie
Przeczytaj ostrzeżenie dotyczące informacji medycznych i pokrewnych zamieszczonych w Wikipedii.
Podczas prażenia kawy powstają wielopierścieniowe węglowodory aromatyczne (policykliczne węglowodory aromatyczne; w skrócie WWA lub PAH z ang. polycyclic aromatic hydrocarbons) (WWA), np. benzo[a]piren. WWA wykazują silne właściwości genotoksyczne, mutagenne oraz kancerogenne. Im wyższa temperatura i dłuższy czas procesu obróbki termicznej, np.: prażenia, tym większa zawartość policyklicznych pochodnych benzenu w gotowym produkcie.
Dzięki zawartości kofeiny kawa pełni rolę stymulującą. Pobudza organizm, zwiększa sprawność myślenia, znosi zmęczenie psychiczne i fizyczne. Ze względu na swoje właściwości pita jest przede wszystkim rano, często w dużych ilościach. Bezpośredni wpływ kofeiny zaczyna się odczuwać po około połowie godziny.
Już od XVI wieku, kiedy kawę sprowadzono do Europy, budziła ona wiele kontrowersji. Z jednej strony chwalono jej niezwykłe działanie, z drugiej oskarżano o wywoływanie wielu różnych schorzeń, m.in. problemów żołądkowych, zawałów serca, raka i osteoporozy. W XVI-wiecznej Anglii podejrzewano nawet, że istnieje związek między impotencją i spożyciem nowej używki, a już w XVII wieku sprzedawano ją tylko w aptekach, gdyż uważano ją za doskonały lek na wiele schorzeń czy alkoholizm. Krytyka nasiliła się w XIX wieku wraz z rozpowszechnieniem napoju. Coraz częstsze było tzw. „zdenerwowanie kofeinowe”, występujące w efekcie spożycia zbyt dużej ilości kawy.
Badania przeprowadzane w XIX i XX wieku nie zdołały jasno wykazać, do jakich chorób może doprowadzić picie kawy, choć nigdy też nie zaliczano jej do zdrowej żywności. Dopiero w ostatnich dekadach przeprowadzono wiarygodne testy na dostatecznie dużych grupach pacjentów. Mimo to naukowcy wciąż nie są zgodni w kwestii wpływu kawy na zdrowie. Wynika to przede wszystkim z trudności przeprowadzenia pewnych badań. Wymagają one nie tylko dużej liczby osób, ale także właściwego ujęcia niezależnych czynników: zwyczajów żywieniowych, płci, masy, ogólnej kondycji, chorób, poziomu cholesterolu itd.
Według najbardziej wiarygodnych badań:
- Spożycie kawy nie jest związane ze wzrostem ryzyka udaru mózgu i chorób serca[21][22]
- Nie ma związku pomiędzy umiarkowanym spożywaniem kofeiny a ogólnym poziomem cholesterolu u człowieka[23].
- Nie udowodniono związku między spożyciem kawy a występowaniem chorób nowotworowych[24].
- Kawa może zwiększać tętno, szczególnie gdy jest rzadko pita, nie stwierdzono jednak zależności pomiędzy przewlekłym spożywaniem kawy i innych produktów zawierających kofeinę a występowaniem niemiarowości serca[25]. Częste przyjmowanie kofeiny sprawia, że efekt ten zanika. Nie udowodniono związku między nadciśnieniem a spożyciem kawy[26].
- Kawa wypłukuje wapń z organizmu, jednak efekt ten jest na tyle niewielki, że nawet spożywanie jej w dużych ilościach nie zwiększa zagrożenia zachorowania na osteoporozę.
- Brakuje dowodów na negatywny wpływ kawy spożywanej w umiarkowanej ilości na kobiety w ciąży i płód. Nie udowodniono także związku między piciem kawy przez matkę a wcześniactwem.

### Pozytywne właściwości
Według niektórych badań kawa pita w umiarkowanych ilościach posiada pewne pozytywne, niekiedy nawet lecznicze właściwości:
- Polepsza pamięć krótkotrwałą[39] i zdolności poznawcze[40]. Badanie, w którym uczestniczyły 80-letnie kobiety, wykazało, że te, które piły kawę przez większość życia, osiągały lepsze wyniki w testach zdolności poznawczych[41].
- Zmniejsza ryzyko zachorowania na marskość wątroby[42].
- Ułatwia koncentrację, a także pozytywnie wpływa na krążenie i układ trawienny. Regularne spożywanie kawy związane jest z niższym poziomem umieralności ogólnej i umieralności z powodu chorób układu krążenia, podobną zależność zaobserwowano dla kawy bezkofeinowej[43].
- Przyśpiesza metabolizm (kofeina), tym samym zwiększa tempo przemiany lipidów i pomaga zapobiegać zmęczeniu mięśni.
- Przyczynia się do zmniejszenia zachorowalności na nowotwory pęcherza wśród palaczy[44]
- Nawet do 50% zmniejsza ryzyko zachorowania na cukrzycę typu II[45].
- Zmniejsza ryzyko zachorowania na raka jelita i wątroby (hepatomę)[46].
- Zwiększa efektywność środków przeciwbólowych, co może być niebezpieczne.
- Podejrzewa się, że jest źródłem przeciwutleniaczy w diecie osób spożywających niewiele owoców i warzyw[47].
- Polepsza perystaltykę jelit.
- Może ograniczać rozwój próchnicy zębów[48].

Palone ziarna kawy zawierają sporą ilość niacyny – jej zawartość wzrasta znacząco (nawet trzykrotnie) wraz z poziomem upalenia ziaren. Niedobór niacyny w organizmie człowieka prowadzi m.in. do pelagry, schorzenia zwanego "chorobą lombardzką". Już w latach 50. XX w. zespół naukowców z Uniwersytetu w Nowym Orleanie wysunął przypuszczenie, że regularne spożywanie kawy mogło przyczynić się do wyeliminowania pelagry w niektórych rejonach świata.

### Negatywne właściwości
Badania wykazują także negatywne skutki picia kawy.
- Zawarta w kawie kofeina hamuje neurogenezę w hipokampie[50][51][52], uczula receptory dopaminy, blokuje receptory adenozynowe, osłabia pamięć, zwiększa uczucie niepokoju i lęku (tzw. „zdenerwowanie kofeinowe”)[53] oraz powoduje uzależnienie fizyczne[54].
- Ze względu na swoje właściwości pobudzające u większości ludzi utrudnia zasypianie (u nielicznych występuje efekt przeciwny).
- Spożycie dużej ilości kawy przez kobietę w ciąży może zwiększać prawdopodobieństwo martwego urodzenia. W związku z tym zalecane jest, by kobiety w ciąży piły maksymalnie dwie filiżanki kawy dziennie[55][56][57].
- Gotowana kawa może w dużym stopniu wpływać na podniesienie poziomu cholesterolu.
- Kawa może zwiększać prawdopodobieństwa ataku serca u osób o wolniejszym metabolizmie (posiadających gen spowalniający detoksykację kofeiny w wątrobie) nawet o 133% w przypadku picia powyżej 4 filiżanek dziennie. Wspomniany gen posiadało 54% osób uczestniczących w badaniu[58].

### Zalecane spożycie
| Zawartość kofeiny w napojach [mg] | Zawartość kofeiny w napojach [mg] |
| --------------------------------- | --------------------------------- |
| Filiżanka kawy gatunku Robusta    | 330                               |
| Filiżanka kawy Arabica            | 175-185                           |
| Filiżanka etiopskiej kawy mokka   | 160                               |
| Filiżanka kawy rozpuszczalnej     | 95                                |
| Szklanka czarnej kawy             | 80-120                            |
| Filiżanka espresso                | 60                                |
| Filiżanka kawy mrożonej           | 50-70                             |
| Szklanka herbaty                  | 45-65                             |
| Puszka coca-coli                  | 45                                |

Spożywanie do 300 mg kofeiny dziennie, co przekłada się na około 3 filiżanki kawy, zwykle nie stanowi żadnego zagrożenia dla zdrowia, przy zachowaniu prozdrowotnych zasad trybu życia (dot. żywienia, spożycia alkoholu, palenia tytoniu, aktywności fizycznej i innych). Przyjmuje się, że kawa w tej ilości nie tylko nie jest szkodliwa, ale może nawet pozytywnie wpływać na organizm człowieka. W przypadku spożycia większej dawki kawy występować mogą wyżej wymienione skutki negatywne. Powyżej 1000 mg kofeina staje się trująca. Dokładna granica toksyczności zależy od właściwej danej osobie odporności na ten związek chemiczny.
Umieszczona obok tabela zawiera informacje na temat średniej zawartości kofeiny w różnych rodzajach kawy i innych napojach.

## Kawa bezkofeinowa
Istnieje kawa w postaci przetworzonej z obniżoną zawartością kofeiny. Pozbawiana jest kofeiny jeszcze na etapie segregacji ziaren za pomocą różnych metod chemicznych lub przez wypłukiwanie wodą. Kawa bezkofeinowa jest szczególnie polecana dla osób, które powinny unikać kofeiny. Większość kaw bezkofeinowych smakuje dokładnie tak samo, jak ich odpowiedniki zawierające kofeinę. Produkowana jest zarówno mielona, jak i rozpuszczana odmiana kawy bezkofeinowej.

## Najdroższa kawa świata
Kawa luwak (kopi luwak) to najdroższa kawa świata. Ziarna wydobywa się z odchodów indonezyjskiego łaskuna muzanga (Paradoxurus hermaphroditus) z rodziny łaszowatych, który zjada tylko najlepsze owoce kawy. Po częściowym nadtrawieniu w żołądku zwierzęcia kawa traci gorzki smak i zyskuje lepszy aromat. Po umyciu, ziarna traktowane są tak samo jak inne gatunki (prażenie, mielenie). Trafia głównie do USA i Japonii.

## Przechowywanie kawy
Kawę najlepiej przechowywać w szczelnie zamkniętym, oryginalnym opakowaniu.